# Xu Jun
Dans ce nom, le nom de famille, Xu, précède le nom personnel.
Xu Jun est un joueur d'échecs chinois né le 17 septembre 1962 à  Suzhou, Jiangsu.

## Biographie et carrière
Grand maître international depuis 1994, Xu Jun remporta deux fois le championnat de Chine d'échecs (en 1983 et 1985) et deux fois le championnat d'Asie d'échecs (en 2000 et 2001). Il a participé à dix olympiades d'échecs avec la Chine de 1984 à 2004, remportant la médaille de bronze au premier échiquier lors de l'Olympiade d'échecs de 1986.
En janvier 2008, son classement Elo est de 2534, il est le 9e joueur chinois.